# حاسی فحل
حاسی فحل (به عربی: حاسی الفحل) یک شهرداری در الجزایر است که در منطقه منصوره واقع شده‌است. حاسی فحل ۳٬۶۵۱ نفر جمعیت دارد و ۳۷۹ متر بالاتر از سطح دریا واقع شده‌است.